# 엠페러 (프로게이머)
엠페러(본명: 김진현, 1993년 6월 7일 ~ )은 대한민국의 전직 리그 오브 레전드 프로게이머이다. 프로게임단 지도자로도 활동했다. 선수 시절 아이디는 Emperor였으며 포지션은 AD 캐리였다. 

## 선수 시절
2013년 11월 13일 CJ 엔투스 블레이즈에 입단하면서 프로 커리어를 시작했다. 2013-2014 윈터 시즌 좋은 모습을 보여주면서 팀의 NLB 우승에 기여했다. 2014 스프링 시즌에서는 팀의 3위에 기여했다. 8강전에서는 펜타킬을 기록하기도 했다.
2015시즌을 앞두고 케드 스타즈에 입단했다. 2015 스프링 시즌 팀의 준우승에 기여했다.
2015년 5월, 북미의 팀 드래곤 나이츠에 입단했다. 
2016시즌을 앞두고 G2 e스포츠에 입단했다. G2에서는 좋은 모습을 보여주면서 팀의 스프링 시즌 우승에 기여했다. 스프링 우승으로 참가한 MSI에서는 부진한 모습을 보여주었다.
2016년 5월, 롱주 게이밍에 입단했다. 롱주에서는 좋지 않은 모습을 보여주었다.
2017 서머를 앞두고 태국의 씨 서펜츠에 입단했다.

## 지도자 생활
2017년 12월 28일, 락스 타이거즈의 코치로 부임했다. 2018년 11월, 코치직에서 물러났다.

## 수상 내역
- 월드 사이버 게임즈 2013 금메달
- ZOTAC 나이스게임TV 리그 오브 레전드 배틀 윈터 2013-2014 우승
- 서킷 브라질리언 리그 오브 레전드 스프링 2015 준우승
- 리그 오브 레전드 유러피언 챔피언십 스프링 2016 우승